# Други латерански сабор
Други латерански сабор је десети васељенски сабор по Римокатоличкој цркви. 
Сазвао га је папа Инокентије II 1139. године са намером да среди стање у Цркви након смутњи које су настале после деветогодишњег надметања цара Лотара III и краља Руђера II око утицаја на папски трон. На концилу је папа Инокентије желео да отклони последице шизме која је, према његовом супарнику, штићенику сицилијанског краља Рожера II, названа Анаклетовом. 
Сабор је одржан у Латеранској палати и на њему су, у присуству 500 бискупа, одузети знаци достојанства бискупима које је устоличио Анаклет II. При томе је избор бискупа поверен престоним капитолима, при чему свештенички главари нису искључени из избора. Уз поништавање ваљаности свих свештеничких бракова, Концил им је забранио учешће у осталим, не мање занимљивим активностима световног живота, као што су витешке игре, зеленаштво, студирање права и медицине...